# Plzeň 3
Plzeň 3 je nejlidnatější městský obvod statutárního města Plzně. Tvoří je centrum města a většina západních městských čtvrtí, svým výběžkem Radobyčice zasahuje i do nejjižnějších částí území Plzně. V tomto, pro Plzeň asi nejvýznamnějším obvodu, se nachází velké kontrasty: od rušného městského centra, přes rozsáhlé čtvrti činžovních domů, velká panelová sídliště a průmyslové oblasti až po čtvrti rodinných domků a oblasti typicky vesnické zástavby. V obvodu se soustředí velká část služeb města.

## Území obvodu
Dnešní podoba obvodu se začala utvářet v roce 1964 začleněním Skvrňan a současné uspořádání získal roku 1976 připojením Radobyčic. Městský obvod Plzeň 3 se tak dělí na následující místní části:
- Historické Vnitřní Město je zároveň i centrem celé Plzně a soustřeďuje se do něj většina života města.
- Část Východního Předměstí mezi sadovým okruhem obklopujícím Vnitřní Město a městskými obvody Plzeň 2-Slovany a Plzeň 4.[3]
- Jižní Předměstí je území na východ a jih od historického centra, přibližně vymezené autobusovým nádražím, ulicí Borská a řekou Radbuzou. Nachází se v něm staré činžovní domy, v mnohých případech již velmi pěkně opravené. Součástí Jižního Předměstí jsou i Bory, velmi lidnatá a důležitá část obvodu. Jedná se hlavně o obytnou čtvrť, která je z jedné strany vymezena ulicí Klatovskou a z druhé strany lemována rozsáhlým areálem fakultní nemocnice. Přibližně polovinu domů na Borech tvoří starší zástavba, zbývající část kolem Borského parku je tvořena socialistickým panelovým sídlištěm dokončeným okolo roku 1966.
- Menší část Litic u vodní přehrady České Údolí.
- Doudlevce byly dříve vesnicí, dnes je to spíše menší čtvrť při soutoku řek Úhlavy a Radbuzy. Významnou památkou Doudlevec je Tyršův most.
- Skvrňany jsou velká, od zbytku obvodu relativně oddělená městská část, dříve samostatná vesnice, která byla silně poničena při bombardování v roce 1945. Dnes tvoří většinu této čtvrti sídliště Přední a Zadní Skvrňany, které je se zbytkem Plzně spojeno tramvajovou linkou.
- Nová Hospoda je část na úplném kraji města při Domažlické třídě.
- Valcha byla dříve hornickou osadou, dnes je to relativně odlehlá část města v Sulkovském lese. Patří mezi nejvýznamnější rekreační zázemí města.
- Radobyčice mají zcela vesnický charakter. Leží šest km jižně od centra města, stranou od důležitých silnic.

## Vybavenost
Hlavně centrum města je sídlem mnoha úřadů, soudů a také magistrátu města Plzně. Významnou institucí je věznice na Borech. Nejvýznamnějším zdravotnickým zařízením v obvodu je Fakultní nemocnice Bory. Mezi významná kulturní zařízení obvodu patří např. Západočeské muzeum, Divadlo J. K. Tyla nebo Měšťanská beseda. Možnost provozování vodních sportů nabízí vodní nádrž České Údolí, na území obvodu jsou také sportovní stadiony.

### Školství

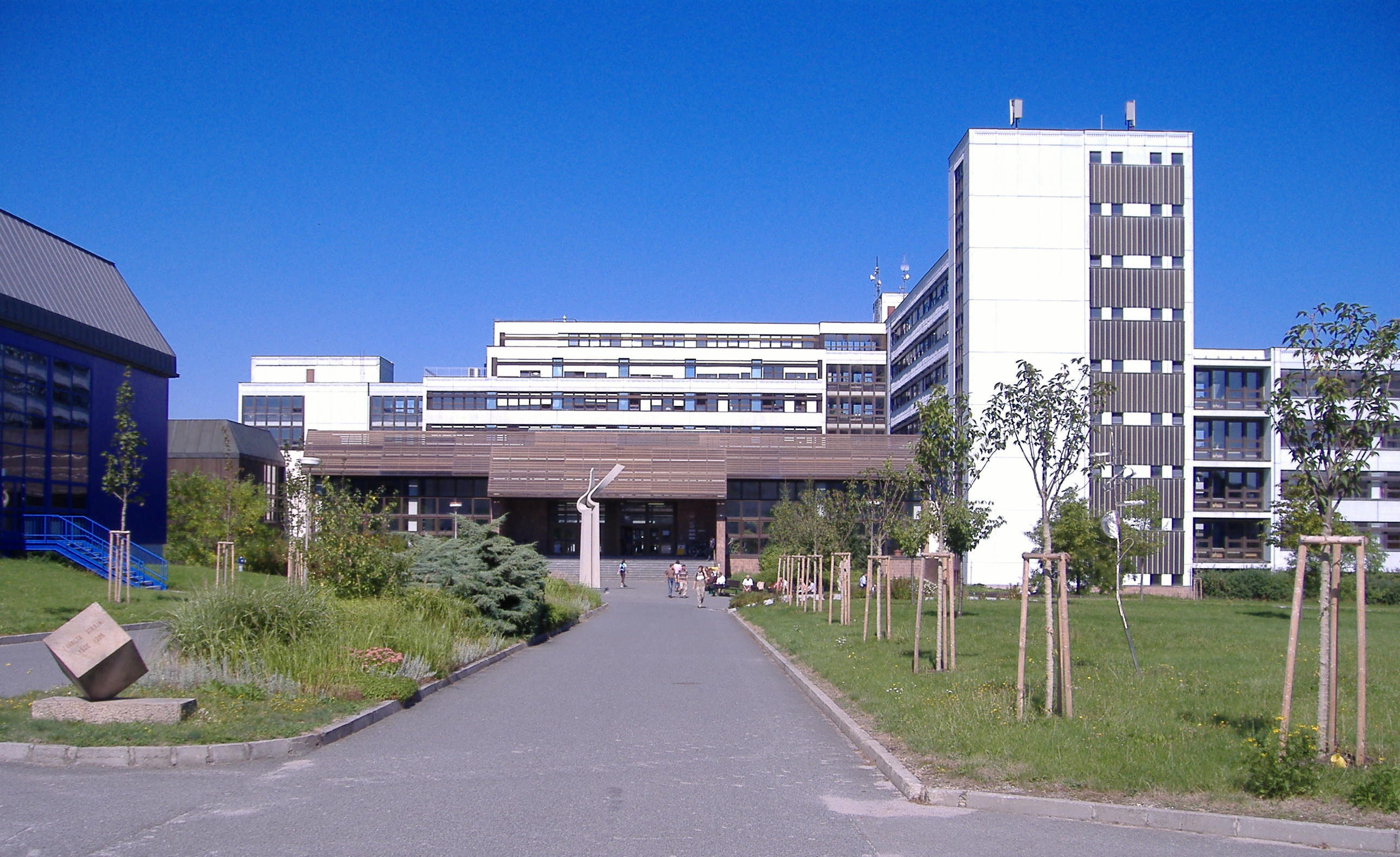
Budova Západočeské univerzity v Plzni

Sídlí zde 11 základních škol, dvě zvláštní školy a jedna základní umělecká škola. Střední školství reprezentuje velké množství učilišť, středních odborných škol, obchodních akademií a dvě gymnázia. V Plzni 3 má také sídlo Západočeská univerzita.
Základní školy:
- 2. základní škola Plzeň
- 10. základní škola Plzeň
- 11. základní škola Plzeň
- 15. základní škola Plzeň
- 16. základní škola a mateřská škola Plzeň
- 26. základní škola Plzeň
- 33. základní škola Plzeň
- Benešova základní škola a mateřská škola Plzeň

### Obchod
U hlavního nádraží se nachází bývalý obchodní dům Prior (později K-Mart, Tesco, poté Lidl). Základem nákupního centra Borská pole je hypermarket Tesco (po roce 2006 Carrefour). Další nedaleký nákupní komplex se jmenuje Area Bory, jehož základem je hypermarket Kaufland. Na místě bývalého výstaviště (srovnáno se zemí v roce 2006, Přemyslova třída) bylo postaveno nákupní centrum Plaza. Rekonstrukcí prošlo počátkem století také obchodní centrum Luna uprostřed sídliště Bory. Další supermarkety se nacházejí např. na Belánce, v Doudlevecké ulici i jinde.

## Obyvatelstvo

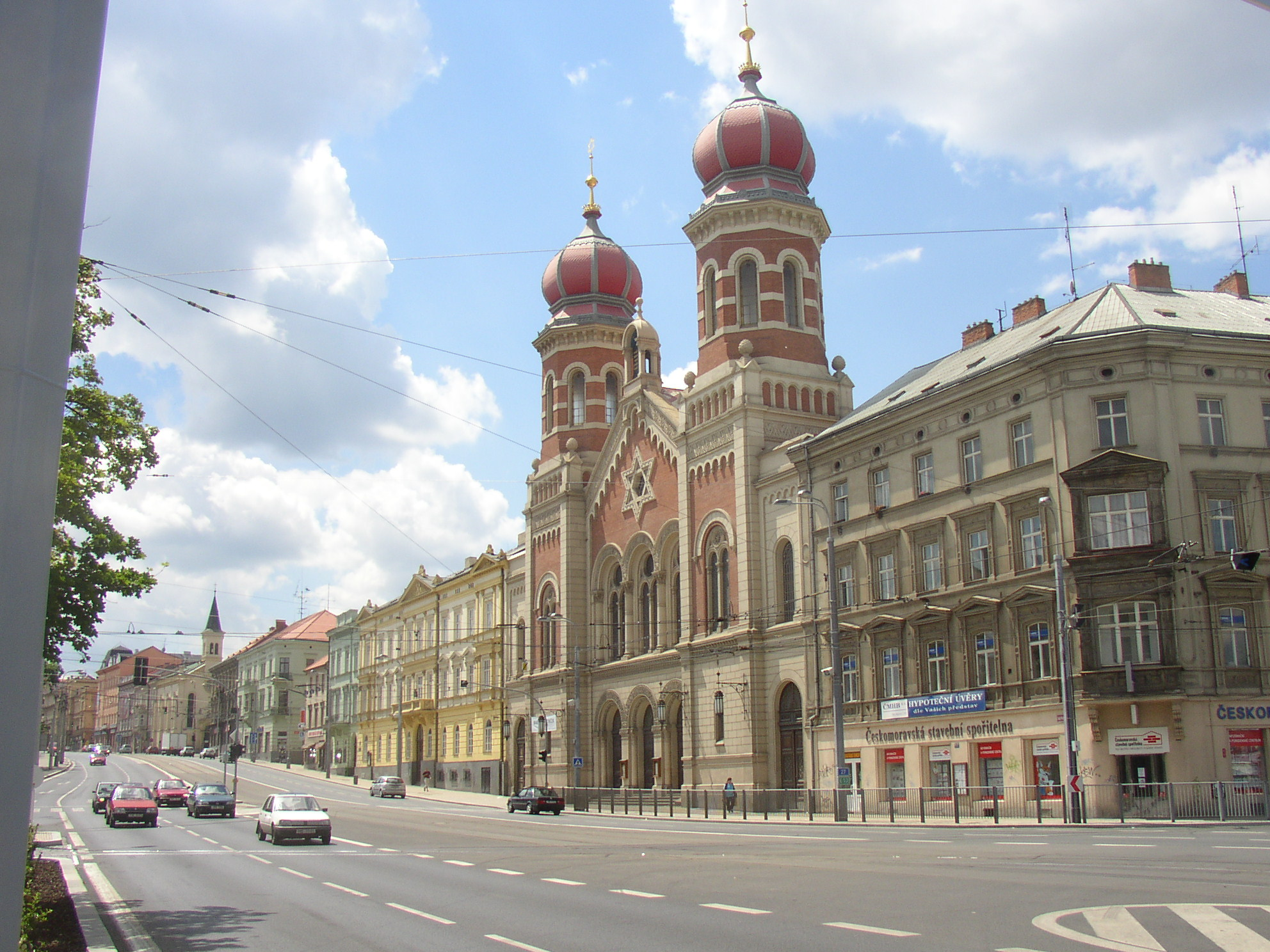
Velká synagoga v Plzni

| 1869   | 1880   | 1890   | 1900   | 1910   | 1921   | 1930    | 1950   | 1961   | 1970   | 1980   | 1991   | 2001   | 2011   | 2021   |
| ------ | ------ | ------ | ------ | ------ | ------ | ------- | ------ | ------ | ------ | ------ | ------ | ------ | ------ | ------ |
| 25 209 | 40 923 | 53 610 | 74 435 | 89 603 | 98 548 | 101 169 | 96 327 | 61 070 | 63 449 | 64 845 | 55 674 | 50 127 | 52 025 | 55 363 |

## Průmysl
Třetí obvod je sídlem velké části plzeňského průmyslu. Při ulici U Prazdroje v severovýchodní části obvodu mají sídlo Plzeňské pivovary. Na ploše mezi Domažlickou třídou a Borskou ulicí leží rozsáhlý průmyslový areál podniku Škoda, ve kterém kromě firem Škoda Transportation nebo Doosan Škoda Power podniká i mnoho dalších subjektů. V Doudlevcích je pak další průmyslový areál, ve kterém sídlí firma Škoda Electric. Po roce 1989 byl nově vytvořen Městský industriální park Plzeň Borská pole o rozloze 105 hektarů. Koncem roku 2013 tam ve 42 firmách pracovalo zhruba 12 500 zaměstnanců na výrobě elektroniky, automobilových dílů, klimatizačních zařízení atd.